# Hồ Umayo
Hồ Umayo (tiếng Tây Ban Nha: Laguna Umayo) là một hồ nước ở huyện Atuncolla thuộc vùng Puno của Peru. Nghĩa trang Sillustani nằm gần bờ hồ. Hồ nằm ở độ cao 3.844 mét (12.612 ft) và dài khoảng 8 kilômét (5,0 mi) và rộng 3 km 3 kilômét (1,9 mi).

## Ảnh

Hồ Umayo